# Папуасская подобласть
Папуасская подобласть или Новогвинейская — одна из подобластей Австралийской зоогеографической области суши.

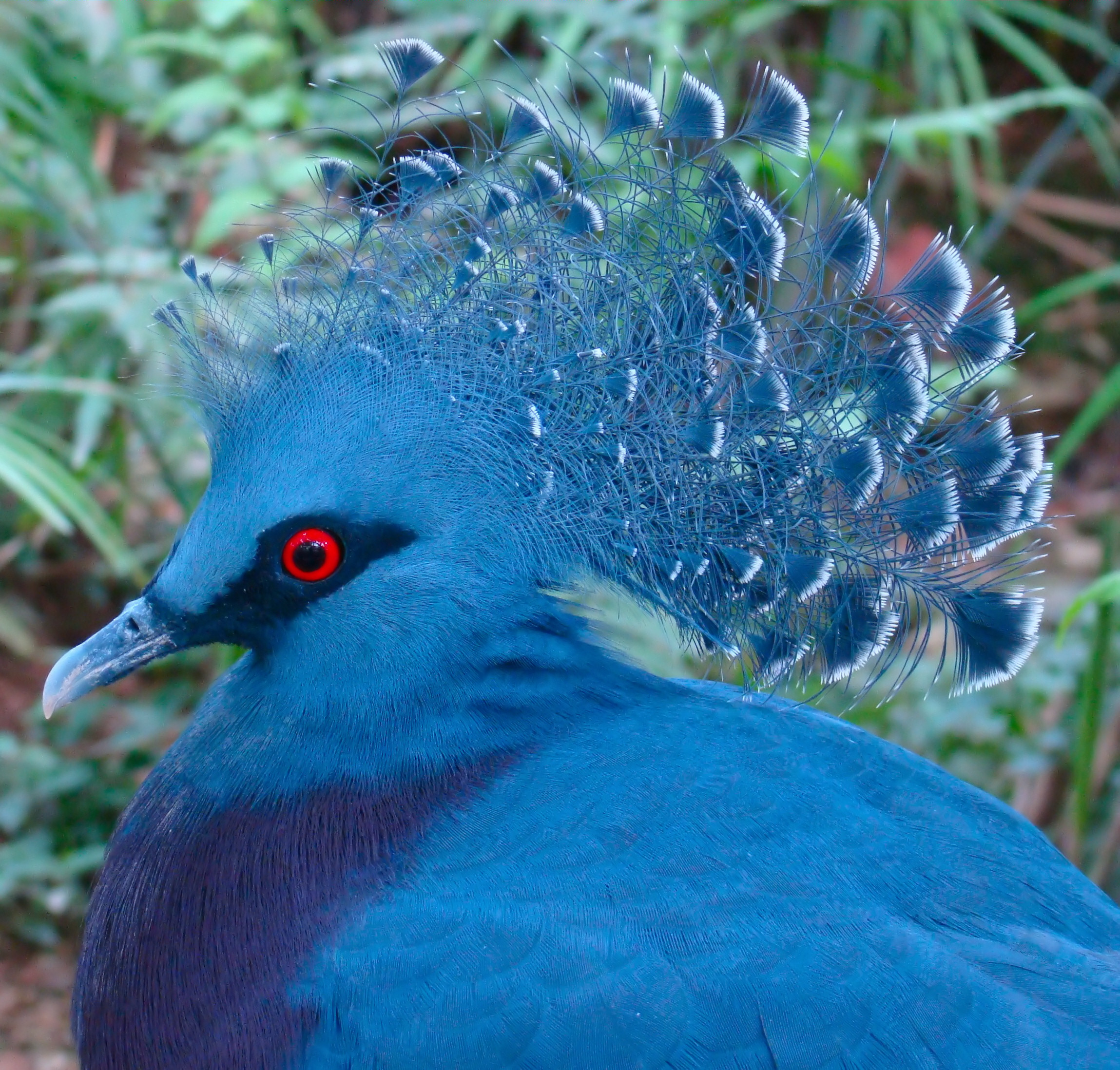
Веероносный венценосный голубь

К ней относятся острова Новой Гвинеи и прилежащие к ней острова Ару, Хальмахера, Бисмарка и Соломоновы, полуострова Арнемленд и Кейп-Йорк на севере Австралии, чаще относимые к Новоголландской (Австралийской) подобласти.
Фауна области довольно богата разнообразными видами — доминируют животные, существование которых связано с влажным тропическим лесом. Среди млекопитающих присутствуют однопроходные — ехидна и проехидна, а также сумчатые. Преобладание горно-лесных ландшафтов обуславливает отсутствие крупных равнинных кенгуру, и наличие древесные и мелкие кенгуру, шерстохвостов, бандикутов, древесные кускусы и др.
Высшие млекопитающие представлены многочисленными крыланами.
Из птиц характерны крупные представители бескилевых — казуары, шалашниковые и райские птицы. Также из птиц типичны какаду, венценосные голуби, зимородки, сорные куры, белоглазки и гарпии.
Из пресмыкающихся широко распространены гекконы и сцинки, также встречаются вараны, крокодилы, кожистая черепаха, многочисленны змеи, преимущественно ядовитые.
Земноводные представлены только лягушкам.
При анализе энтомофауны следует отметить, что насекомые многих островов изучены слабо.  Прежде всего обращает на себя внимание высокий видовой эндемизм. Из 667 видов жуков 484 (около 73%) не найдены за пределами
Новой Гвинеи, хотя, вероятно, некоторые из них живут и на соседних островных группах.  Среди пластинчатоусых жуков обитают подсемейства Dynastinae, Rutelinae и Cetoniinae. Из первых заслуживают внимания род Papuana (16 видов).  Rutelinae относительно малочисленны.  Среди бронзовок (Cetoniinae) характерны эндемичных или субэндемичных рода подтрибы Lomapterina.  Сходной с бронзовками картиной распространения в Папуасской области обладают златки (Buprestidae) -  богатые видами роды
Chrysodema (около 70 видов) и Cyphogastra (до 65 видов).  Богато представленные в области осы Scolidae